# Şahin Diniyev
Şahin Diniyev (alternative Schreibweise Shahin Diniyev, russisch Шахин Диниев; Schachin Dinijew; * 12. Juli 1966 im Rajon Beyləqan, Aserbaidschanische SSR) ist ein ehemaliger aserbaidschanischer Fußballspieler und heutiger Fußballtrainer. Zuletzt hatte er die Fußballnationalmannschaft seines Heimatlandes trainiert.

## Karriere

### Spielerkarriere
Şhahin Diniyev begann seine Fußballerkarriere 1987 bei Neftçi Baku in der Hauptstadt seines Heimatlandes. Ohne Einsatz wechselte er noch im selben Jahr zum FK Gəncə. Nach einer kurzen Unterbrechung beim russischen Verein FK Fakel Woronesch kehrte der Aserbaidschaner nach Gəncə zurück und spielte dort noch bis 1992. Die letzte Saison allerdings nicht mehr beim FK, sondern beim Lokalrivalen Dinamo. Danach ging er erneut nach Russland, um für zwei Jahre bei Terek Grosny anzuheuern. Von 1994 bis 1996 spielte Diniyev in Israel bei Hapoel Tayyibe und Beitar Tel Aviv. Danach ließ er seine Karriere dort ausklingen, wo er jene auch begonnen hatte – in der Hauptstadt Baku seines Heimatlandes. Bis 1998 spielte er dort noch bei den Mannschaften von Farid und Dinamo Baku.

### Nationalmannschaft
Von 1992 bis 1996 absolvierte Şhahin Diniyev 16 Länderspiele für die Fußballnationalmannschaft von Aserbaidschan.

### Trainerkarriere

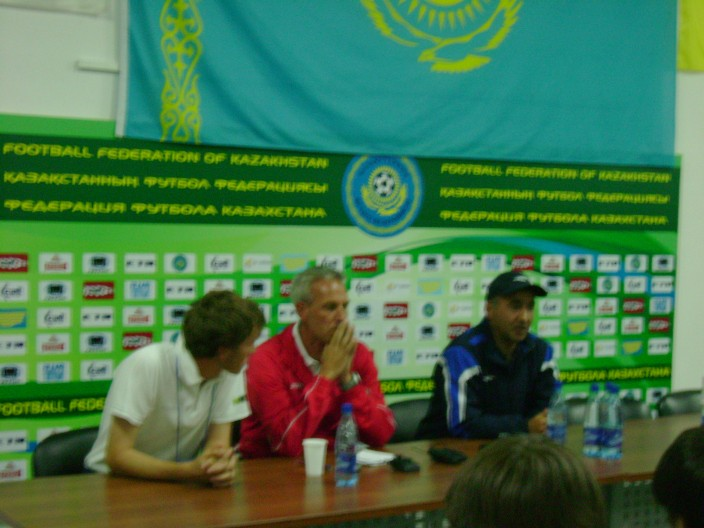
Şhahin Diniyev (rechts) bei einer Pressekonferenz nach dem Spiel Kasachstan vs. Aserbaidschan

Diniyev war zunächst als Jugendtrainer tätig, ehe er bei FK Qarabağ Ağdam und später seinem ehemaligen Verein FK Gəncə seine ersten Cheftrainerposten erhielt. Im November 2005 erhielt er dann die Stelle als Nationaltrainer seines Landes. Sein Ziel war es die Nationalmannschaft umzustrukturieren und dabei großen Wert auf die Einbeziehung junger talentierter Spieler zu legen. Beim ersten Spiel im Tofiq-Bəhramov-Stadion gegen die Ukraine erreichte sein Team immerhin ein 0:0-Unentschieden. Doch zwei erfolglose Jahre später bekundete der aserbaidschanische Fußballverband erstmals öffentlich die Unzufriedenheit über Diniyevs Arbeit. Auch die Fans forderten nach der 1:6-Niederlage gegen Serbien den Rücktritt als Nationaltrainer. Diniyev gab den Forderungen nach und trat als Nationaltrainer zurück.